# GHOSt (космический аппарат)
GHOSt (Global Hyperspectral Observation Satellite) — группировка из шести идентичных космических аппаратов американской компании Orbital Sidekick (OSK), предназначенная для гиперспектральной съёмки Земли из космоса, результаты которой будут предоставляться на коммерческой основе для использования в промышленности, сельском хозяйстве, наблюдении за окружающей средой, а также для государственных и оборонных задач. Спутники GHOSt, построенные на платформе Corvus-XL компании Astro Digital, запускаются на солнечно-синхронную орбиту высотой около 500 км. Расчётный срок существования спутников GHOSt на орбите до пяти лет.
Спутники GHOSt оснащены цифровыми гиперспектральными камерами, производящими съемку в более чем четырёхстах спектральных полосах в диапазоне длин волн 400—2500 нм, от видимого до коротковолнового инфракрасного излучения. Разрешение гиперспектральной съёмки до 8 метров на пиксель, что является наилучшим на момент запуска значением для аналогичных спутников ДЗЗ.
Каждый спутник группировки GHOSt имеет размеры 57.8 х 57.8 x 111.4 см и массу 91.4 кг. Спутники не имеют собственной двигательной установки, для совершения манёвров и уклонения от возможных столкновений используется сопротивление верхней атмосферы Земли (метод «дифференциального торможения») .
Первые два спутники группировки GHOSt были запущены 15 апреля 2023 года носителем Falcon-9 со стартовой площадки SLC-4E базы Ванденберг, в рамках миссии Transpoter-7 по совместному выведению на орбиту спутников различного типа и назначения. Третий аппарат GHOSt запущен в июне 2023 в миссии Transporter-8 и еще два спутника- в миссии Transpoter-10 в марте 2024 года. Полное развёртывание группировки и осуществление программы GHOSt планируется в 2023-2028 годах.